# Pabellón Moulay Abdallah
El Pabellón Moulay Abdallah es un recinto cubierto multipropósito situado en la ciudad de Rabat, la capital del país africano de Marruecos. La capacidad del estadio le permiter recibir hasta un aproximado de 10 000 personas. La arena se utiliza para albergar eventos deportivos bajo techo, incluyendo partidos de baloncesto, balonmano y el voleibol.